# Allen Event Center
L'Allen Event Center est une salle omnisports située à Allen (Texas) aux États-Unis.
En configuration aréna, sa capacité est de 6 275 places ; pour le football américain en salle, elle est de 6 006 places. Elle peut être portée à plus de 8 600 places pour des concerts ou autres évènements.
Depuis 2009, elle est le domicile des Americans d'Allen, équipe de hockey sur glace qui évolue en ECHL. Deux équipes professionnelles de football américain en salle y jouent également, respectivement depuis 2011 et 2012 : le Revolution du Texas qui évolue dans la CIF et les Sidekicks de Dallas (en) qui participent au championnat de la Major Arena Soccer League (en)

## Événements
- Skate America 2023 et 2024